# Lasiopogon dimicki
Lasiopogon dimicki là một loài ruồi trong họ Asilidae. Lasiopogon dimicki được Cole & Wilcox miêu tả năm 1938. Loài này phân bố ở vùng Tân Bắc giới.